# Watson (Missouri)
Watson és una població dels Estats Units a l'estat de Missouri. Segons el cens del 2000 tenia 121 habitants.

## Demografia
Segons el cens del 2000, Watson tenia 121 habitants, 40 habitatges, i 32 famílies. La densitat de població era de 424,7 habitants per km².
Dels 40 habitatges en un 42,5% hi vivien nens de menys de 18 anys, en un 70% hi vivien parelles casades, en un 10% dones solteres, i en un 20% no eren unitats familiars. En el 17,5% dels habitatges hi vivien persones soles el 5% de les quals corresponia a persones de 65 anys o més que vivien soles. El nombre mitjà de persones vivint en cada habitatge era de 3,03 i el nombre mitjà de persones que vivien en cada família era de 3,38.
Per edats la població es repartia de la següent manera: un 26,4% tenia menys de 18 anys, un 12,4% entre 18 i 24, un 22,3% entre 25 i 44, un 29,8% de 45 a 60 i un 9,1% 65 anys o més.
L'edat mediana era de 39 anys. Per cada 100 dones de 18 o més anys hi havia 128,2 homes.
La renda mediana per habitatge era de 27.750 $ i la renda mediana per família de 28.500 $. Els homes tenien una renda mediana de 28.594 $ mentre que les dones 23.000 $. La renda per capita de la població era de 13.753 $. Entorn del 9,4% de les famílies i el 7,4% de la població estaven per davall del llindar de pobresa.

## Poblacions més properes
El següent diagrama mostra les poblacions més properes.